# Theages leucophaea
Theages leucophaea là một loài bướm đêm thuộc phân họ Arctiinae, họ Erebidae.